# Wasknijper

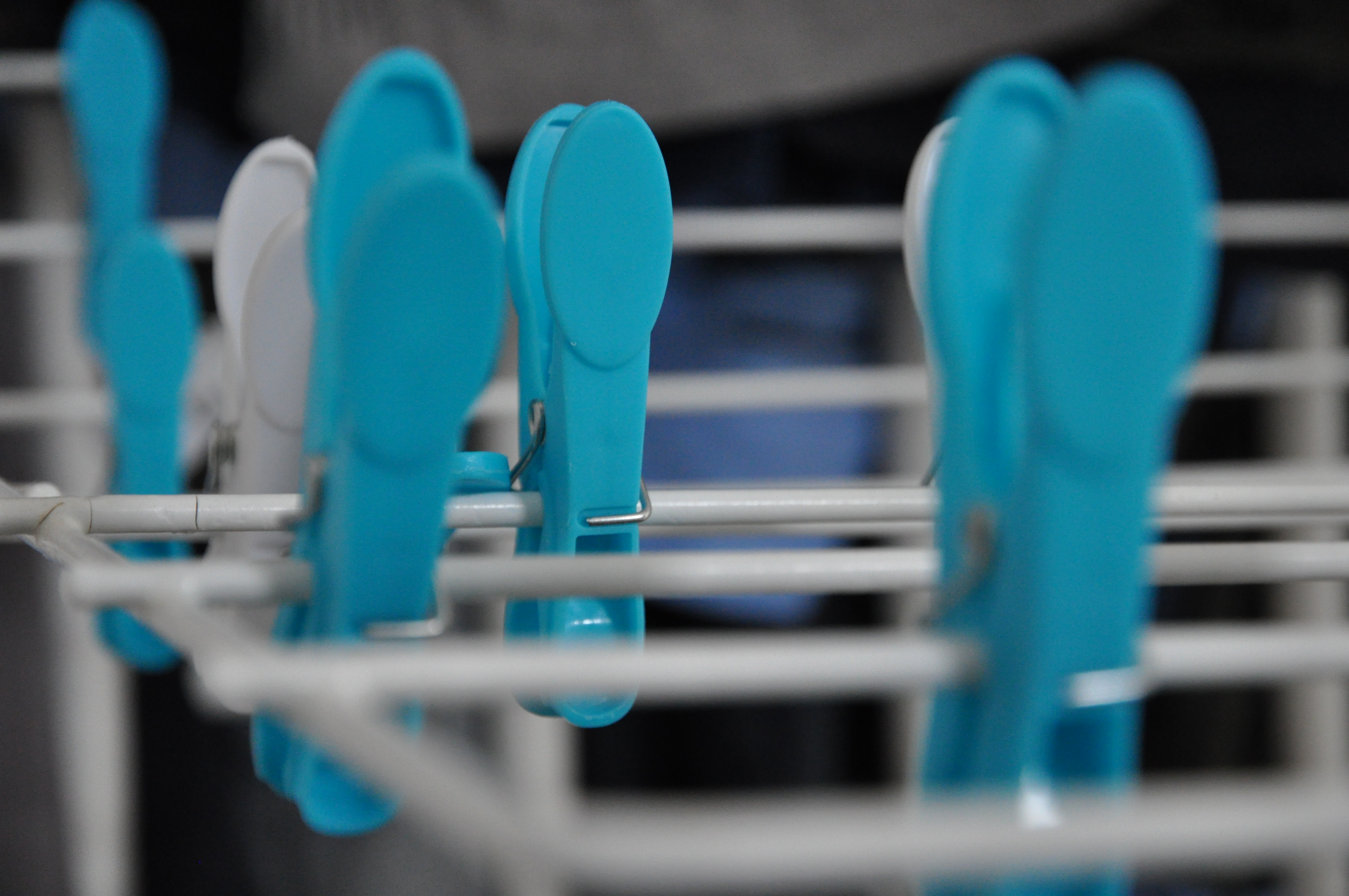
Wasknijpers aan een droogrek

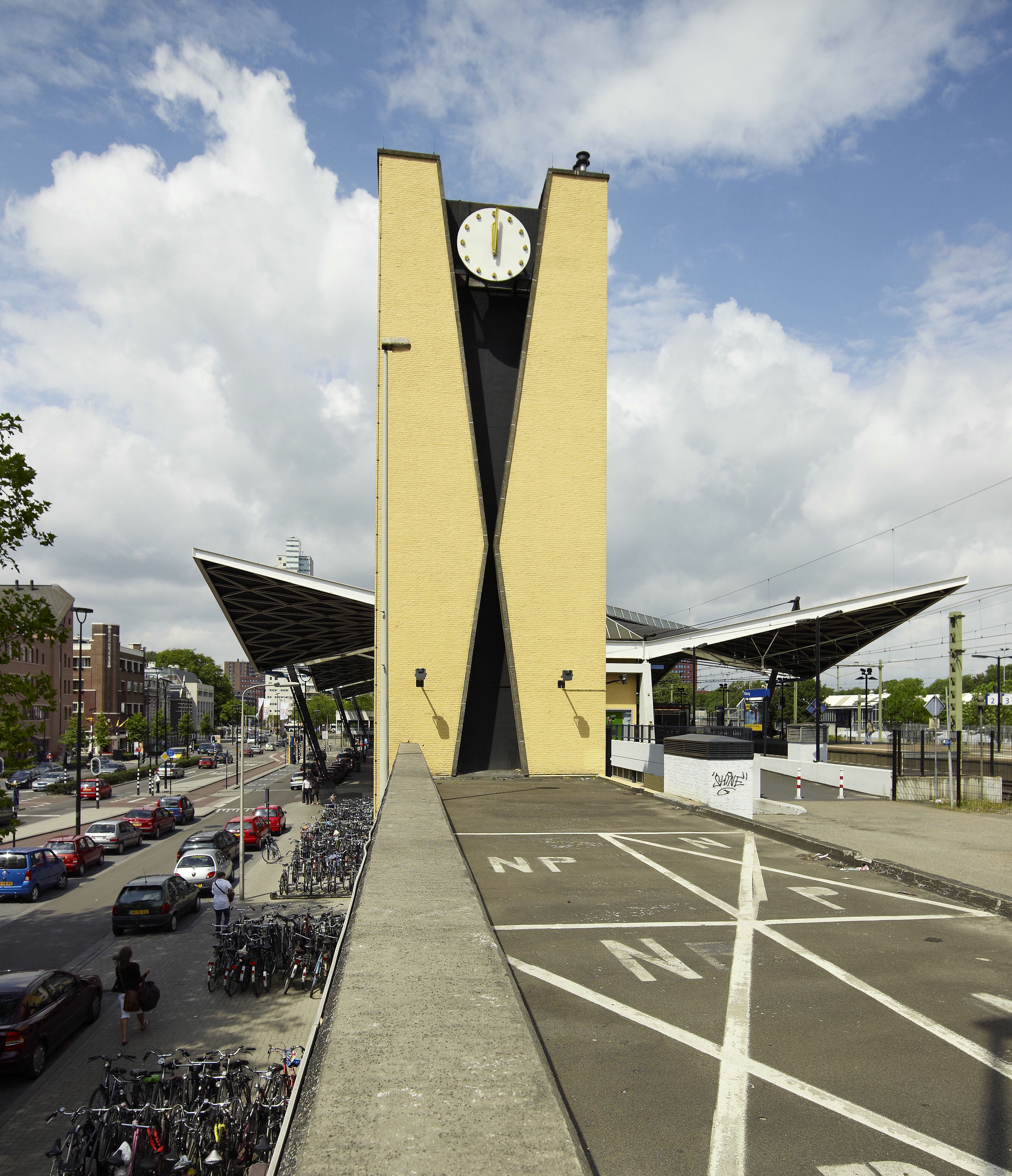
De klokkentoren van het station: de Tilburgse wasknijper

Een wasknijper (in Vlaanderen ook wel wasspeld) is een huishoudelijk artikel dat als hulpmiddel dient bij het ophangen van wasgoed.
Een wasknijper bestaat uit twee delen, die verbonden zijn met een voorgespannen veer. Door aan de achterzijde beide delen samen te knijpen, opent de bek van de wasknijper. Daarmee kan een kledingstuk worden opgehangen aan een waslijn. Wasknijpers worden gemaakt van hout of kunststof. David M. Smith (1809-1881) uit Vermont was in 1853 de uitvinder van dit systeem.

## Toepassingen
Ook andere huishoudelijke toepassingen van wasknijpers zijn bekend. Zo kan men met een wasknijper:
- een zak voor etenswaren hersluitbaar maken
- een vel papier (bijvoorbeeld een poster maar ook een boodschappenbriefje) ophangen
- een stapel papier bij elkaar houden (zoals een paperclip)
- bij de zaadvermeerdering van komkommers wordt de bloemkroon dichtgeknepen met een klein knijpertje

## Bouwwerken
- In Amsterdam-Noord is een brug over het Buiksloterkanaal die de naam Wasknijper draagt; de contragewichten van deze brug hangen als wasknijpers aan de bascule.
- De vrijstaande klokkentoren van Station Tilburg wordt vanwege kleuren en de vlakverdeling in de volksmond wasknijper genoemd.
- De vrijstaande klokkentoren van de Sint-Jozefkerk in Valkenswaard was opgebouwd uit betonnen platen die eindigden in punten; ook deze toren werd als wasknijper aangeduid.

## Afbeeldingen

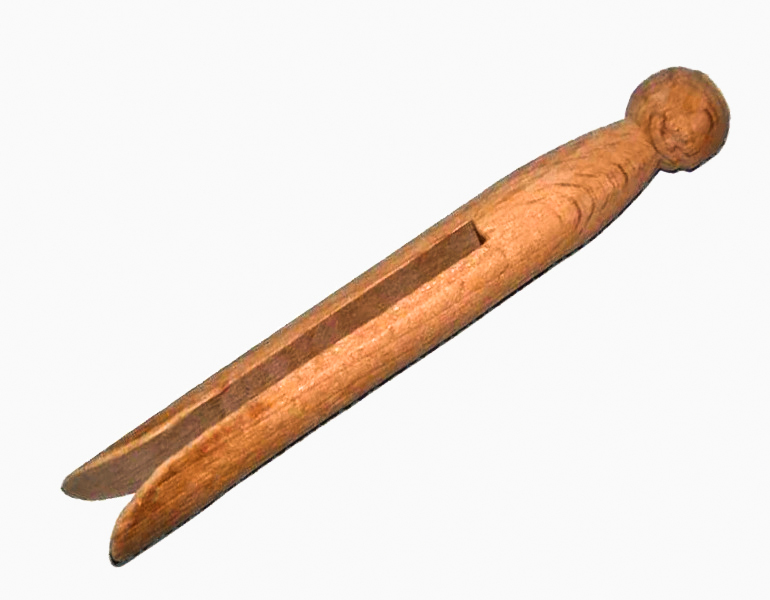
De voorloper van de huidige wasknijper
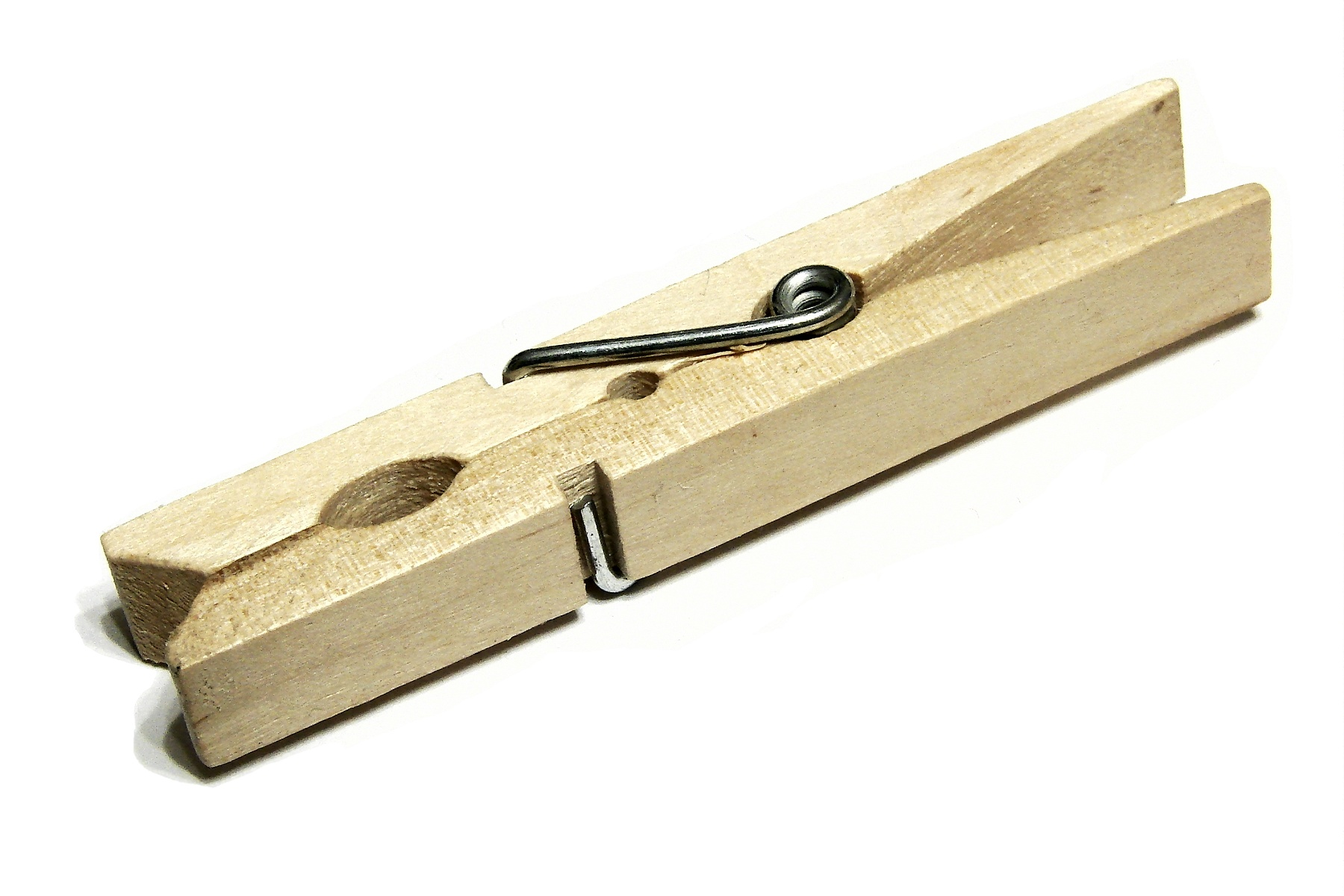
Hedendaagse wasknijper
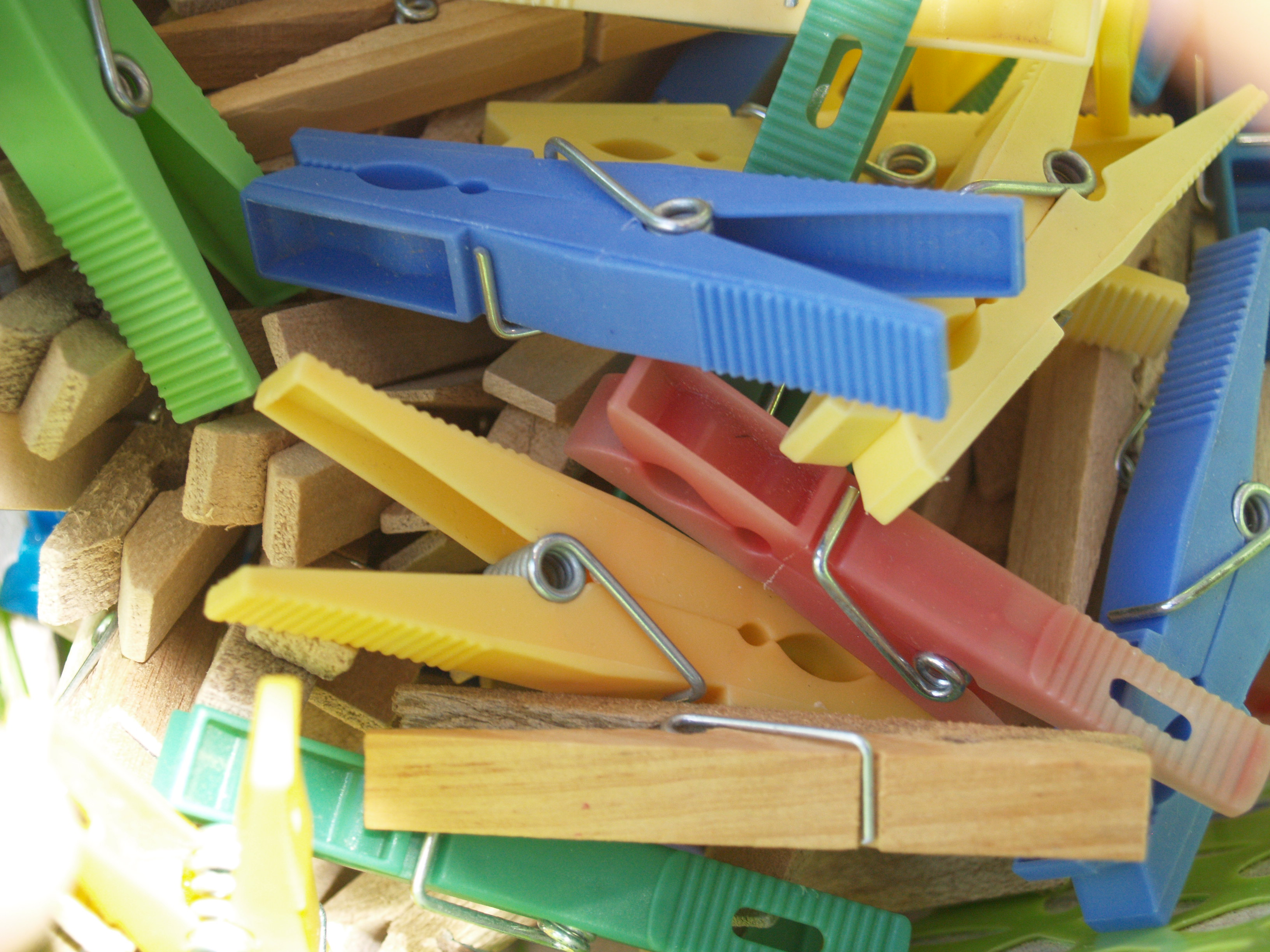
Kleurrijke wasknijpers